# Антонова, Елена Вячеславовна
Еле́на Вячесла́вовна Анто́нова (урождённая Володина; род. 22 апреля 1971 года, Уральск, Западно-Казахстанская область, Казахская ССР) — казахстанская лыжница, участница пяти Олимпиад.

## Карьера
Е. В. Володина впервые приняла участие в Олимпиаде в в 1994 году в Лиллехамере. Здесь она соревновалась в пяти дисциплинах: в гонках на 5 км (33-е место), 15 км (47-е место), на 30 км (21-е место), на 10 км (38-е место), а также в эстафете, где казахстанская четверка была 13-й.
В 1998 году в Нагано на 15-километровой дистанции была 57-й.
На зимней Олимпиаде — 2002 в Солт-Лейк-Сити Е. В. Антонова, участвуя в четырёх дисциплинах, показала следующие результаты: 10 км (29-е место), 30 км (32-е место), 5 км (47-е место), а также приняла участие в эстафете, где четвёрка из Казахстана показала 11-й результат.
На зимней Олимпиаде — 2006 в Турине Е. В. Антонова на дистанции 10 км была 42-й.
А на своей последней, пятой, Олимпиаде в Ванкувере показала 45-й результат в спринте.